# مارك مارتينيز (لاعب كرة قدم)
مارك مارتينيز (بالإسبانية: Marcos Martínez Castillero) (11 أبريل 1986 ببرشلونة في إسبانيا - ) هو لاعب كرة قدم إسباني في مركز الوسط. شارك مع منتخب إسبانيا تحت 16 سنة لكرة القدم ومنتخب إسبانيا تحت 19 سنة لكرة القدم. أما مع النوادي، فقد لعب مع خيمناستيك طركونة وريال بلد الوليد ب ونادي برشلونة ج ونادي كونكينسي ونادي هويسكا ونادي ليدا وCD Roquetas ‏ وÁguilas CF ‏ ونادي سان أندرو.

## وصلات خارجية
- مارك مارتينيز على موقع قاعدة بيانات كرة القدم.إي يو (الإنجليزية)
- مارك مارتينيز على موقع Soccerway.com (الإنجليزية)
- مارك مارتينيز على موقع AS.com (الإسبانية)